# 80. zračnoprevozna divizija (ZDA)
80. zračnoprevozna divizija (izvirno angleško 80th Airborne Division) je bila zračnoprevozna divizija Kopenske vojske ZDA.

## Sestava
1946-52.
- 317. zračnoprevozni pehotni polk
- 318. zračnoprevozni pehotni polk
- 319. zračnoprevozni pehotni polk
- 313. zračnoprevozni poljsko-artilerijski bataljon
- 314. zračnoprevozni poljsko-artilerijski bataljon
- 315. zračnoprevozni poljsko-artilerijski bataljon
- 905. zračnoprevozni poljsko-artilerijski bataljon
- 159. protiletalski bataljon
- 80. konjeniška izvidniška četa
- 305. inženirski bataljon
- 305. mediinska četa
- 80. komunikacijska četa